# Orleans, Iowa
Orleans är en ort i Dickinson County i Iowa. Vid 2010 års folkräkning hade Orleans 608 invånare.